# Thameur Salhi
Thameur Salhi, né le 14 juin 1992 à Sfax, est un footballeur tunisien. Il évolue au poste de défenseur central à l'Abu Salem SC (en).

## Clubs
- janvier 2015-juillet 2019 : Océano Club de Kerkennah (Tunisie)
- juillet 2019-août 2022 : Union sportive de Tataouine (Tunisie)
- depuis août 2022 : Abu Salem SC (en) (Libye)